# Říčanka jednoskvrnná
Říčanka jednoskvrnná, další české názvy: říčanka jednoskvrnná kropenatá, retikulárka, živorodka kropenatá, (latinsky: Phalloceros caudimaculatus, slovensky: Živorodka čiernoškvrnitá, anglicky: Dusky millions fish, Leopard fish).
Rybu poprvé popsal v roce 1868 německý herpetolog, mammalog a paleontolog Reinhold Friedrich Hensel (1. září 1826 –  6. listopad 1881). Jedná se o vůbec první živorodky, které se rozmnožily v Evropě. Před druhou světovou válkou se o nich mluvilo jako o „rybách našich dědečků".
Ryba bývá zaměňována s morfologicky podobnými druhy, jako jsou např. Gambusia holbrooki a Gambusia affinis. 
Phalloceros má prsní ploutve s 9 až 10 paprsky, kdežto Gambusia jich má 12 nebo více.

## Popis
Jedná se o malé, silné ryby s mírně klenutým hřbetem; tělo se trochu stlačuje směrem k ocasu. Ústa jsou malá a mírně převrácená. Ryba má břicho i tělo šedo-olivové až světle zlatožluté barvy poseté drobnými tečkami, které jsou výraznější u samců a někdy způsobují až zcela černé zbarvení. Černá skvrnitost závisí na teplotě vody, zejména pak v zimním období. Čím je teplota vody nižší, tím víc černých skvrn se vyskytuje. Populace chované při 15°C mají pod černými skvrnami výraznou zelenou barvu. Samice dorůstají do celkové délky 6 cm. Samci jsou o polovinu menší. Pohlaví ryb je snadno rozeznatelné: samci  mají pohlavní orgán gonopodium, samice klasickou řitní ploutev.
Ryba patří mezi škodlivé druhy 2. třídy a je uvedena v globální databázi invazivních druhů (ISSG Archivováno 5. 11. 2010 na Wayback Machine., The Invasive Species Specialist Group).

## Biotop
Biotopem ryby je jižní Amerika, především oblast Amazonie, vyskytuje se v řekách a potocích v Brazílii, Paraguay, Uruguay, Argentině (Rio de Janeiro). Obývá mělké, hustě zarostlé okraje vod s nízkým průtokem vody.
Mimo biotop byla ryba zavlečena do Afriky, na Nový Zéland a do Austrálie.
Mezi její přirozené predátory patří: Astyanax bimaculatus (Tetra dvojskvrnná), Astyanax scabripennis, Helicops infrataeniatus, Hollandichthys multifasciatus, Mimagoniates barberi (Tetra podélněpruhá), Mimagoniates microlepis a Trichomycterus.

## Chov v akváriu
- Chov ryby: Jedná se o mírumilovnou, nenáročnou rybu, která nemá ráda teplou vodu, kde ztrácí barvu a přestává se množit. Při teplotách nad 26 °C hyne. Této živorodé rybě vyhovuje denní, noční a sezónní kolísání teplot. Vyhovuje jí dobře okysličená a proudící voda, vč. kvalitní filtrace. Ryba Je vhodná i pro začátečníky. Jedná se o plachou rybu, která vyžaduje akvária zarostlá vodními i plovoucími rostlinami.[3][7]
- Teplota vody: Doporučuje se teplota v rozmezí 18–22 °C,[3]
- Kyselost vody: od 7,0–8,0 pH.[3]
- Tvrdost vody: 5–19°dGH.[3]
- Krmení: Jedná se o všežravou rybu, přijímá tedy umělé vločkové krmivo, mražené krmivo, drobné živé krmivo (nítěnky, plankton), detrit, rostlinnou potravu, řasy.[3]
- Rozmnožování: Rybu chováme v hejnu 6 a více kusů s převahou samic. Samice rodí až 30 živých mláďat. Březost trvá cca 28–40 dní. Potěr je vhodné odlovit od rodičů, ev. mít velmi hustě zarostlou nádrž. Rodiče mají sklony ke kanibalismu. Velikost potěru je 5–7 mm a ihned přijímá potravu. Ryba pohlavně dospívá ve 4 měsících.[3]

## Galerie

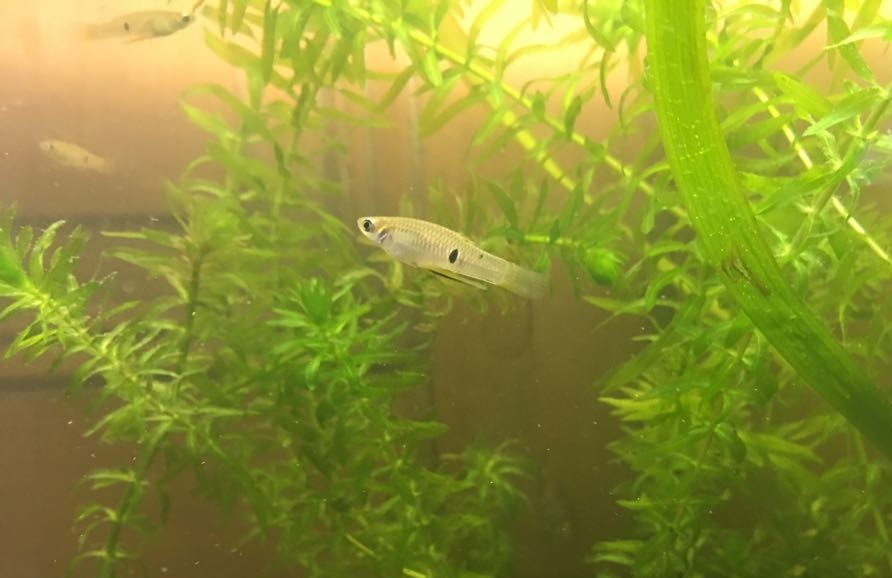
Samec Phalloceros caudimaculatus
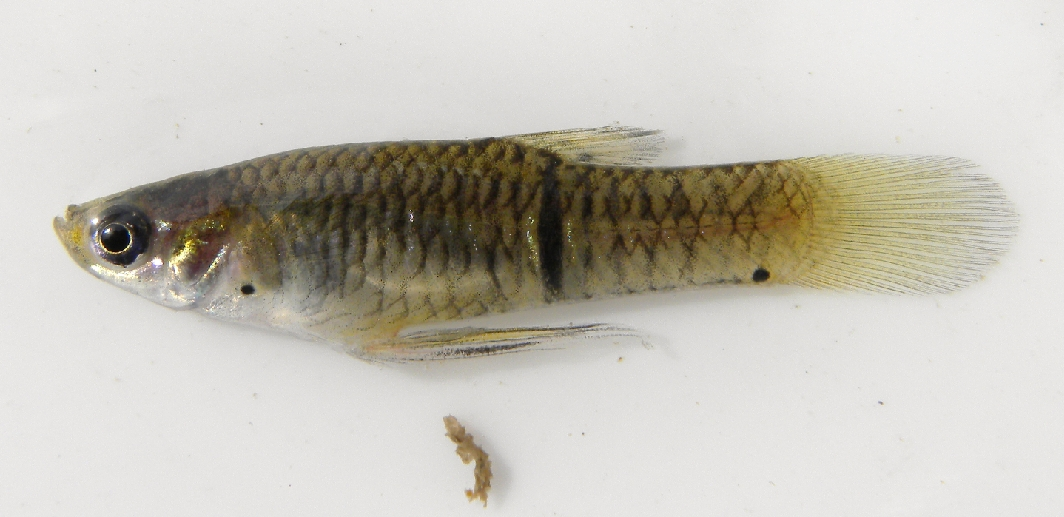
Samec Phalloceros caudimaculatus z biotopu Rocha, Uruguay
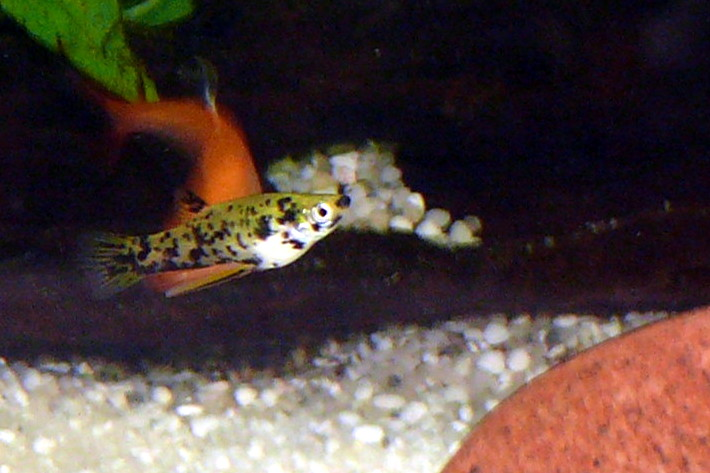
Samec Phalloceros caudimaculatus
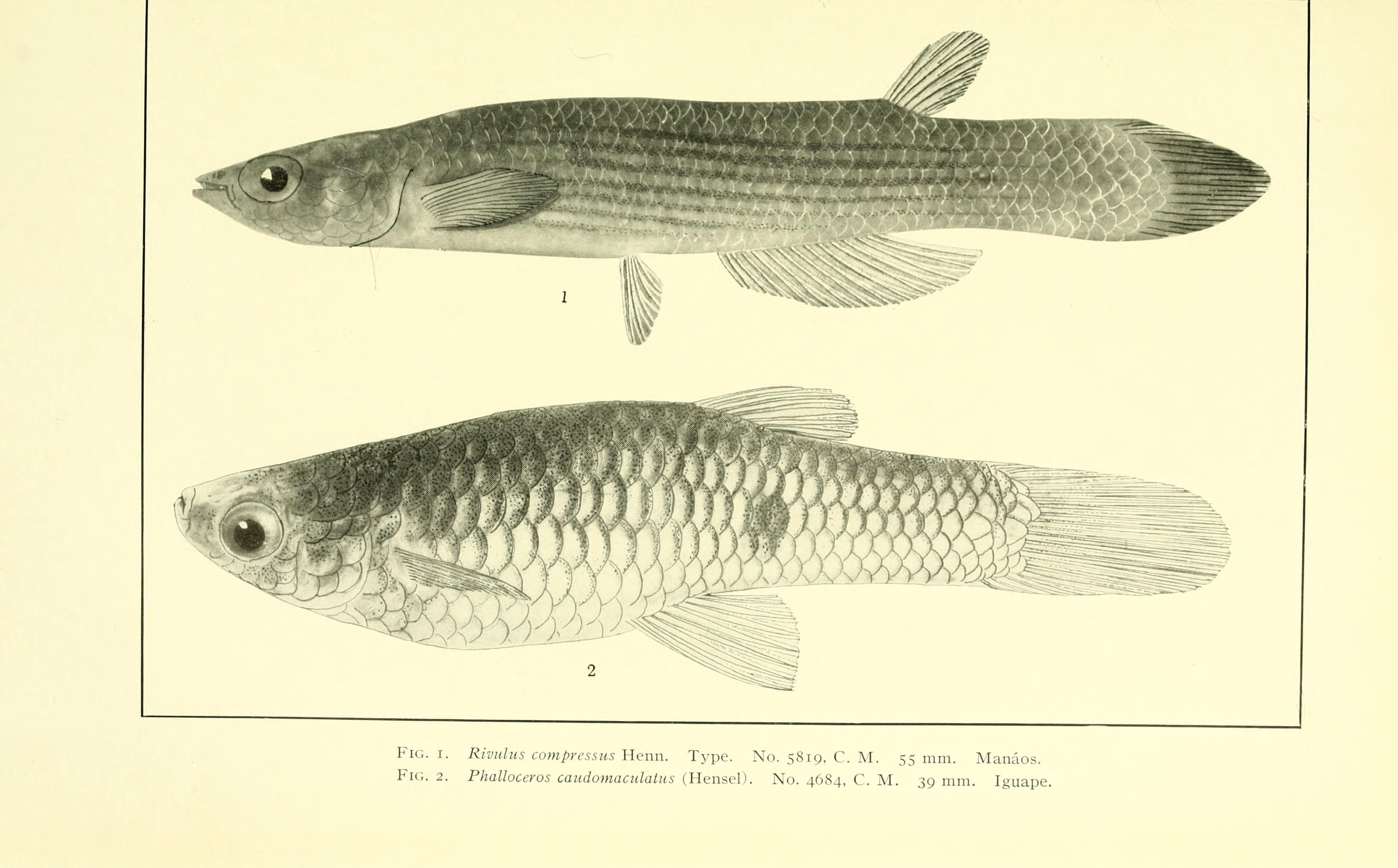
Phalloceros caudimaculatus, Archív Carnegie Museum of Natural History. (1916)